# Jelena Danilova
Jelena Danilova (russisk: Елена Юрьевна Данилова tr. Jelena Jurjevna Danilova ; født den 17. juni 1987 i Voronesj) er en russisk fodboldspiller, der spiller for klubben Rjasan-VDV.